# Hans-Dieter Müller (General)
Hans-Dieter Müller (* 19. November 1962 in Olsberg) ist ein Brigadegeneral des Heeres der Bundeswehr und seit September 2023 Kommandeur des Landeskommando Nordrhein-Westfalen in Düsseldorf.

## Militärische Laufbahn
Müller trat 1982 beim Panzerartilleriebataillon 55 in Homberg (Efze) in die Bundeswehr ein. In der Panzerartillerie durchlief er die Offizierverwendungen Beobachtungsoffizier, Zugführer, S2-Offizier im Bataillon (Militärische Sicherheit) sowie zwei Verwendungen als Batteriechef im Panzerartilleriebataillon 145 in Stadtallendorf und im Panzerartillerielehrbataillon 95 in Munster.
Nach seiner Generalstabsausbildung von 1995 bis 1997 sowie Stationen im Führungsstab der Streitkräfte im Bundesministerium der Verteidigung in Bonn und dem NATO-Hauptquartier in Brüssel wurde Müller 2003 Kommandeur des Panzerartillerielehrbataillons 325 in Schwanewede. Von 2004 bis 2005 ging er als Chef des Stabes Nationale Aufgaben und Kommandeur deutsches nationales Element im 10. deutschen Einsatzkontingent KFOR nach Prizren/Kosovo. Von 2005 bis 2007 war Müller Tutor im zweiten streitkräftegemeinsamen Lehrgang General-/Admiralstabsdienst an der Führungsakademie der Bundeswehr in Hamburg.
Es schlossen sich dann Verwendungen im Personalmanagement zunächst als Referent im Bundesministerium der Verteidigung PSZ I 4, als Abteilungsleiter I in der Stammdienststelle der Bundeswehr, als Unterabteilungsleiter IV 1 und I 1 im Bundesamt für das Personalmanagement der Bundeswehr, als Referatsleiter Bundesministerium der Verteidigung P I 2 sowie zuletzt als Abteilungsleiter IV im Bundesamt für das Personalmanagement der Bundeswehr in Köln an. In dieser Verwendung war Müller von 2017 bis 2023 für die Personalführung aller Unteroffiziere und Mannschaften in der Bundeswehr verantwortlich.
Seit dem 15. September 2023 ist Müller Kommandeur des Landeskommandos Nordrhein-Westfalen als Nachfolger von Dieter Meyerhoff.

## Auszeichnungen
- Ehrenkreuz der Bundeswehr in Gold[3]
- Einsatzmedaille der Bundeswehr KFOR
- NATO-Einsatzmedaille NON ARTICLE 5
- Nationales Gedenkkreuz für die Friedensmission im Kosovo der Italienischen Republik

## Privates
Müller ist verheiratet und hat zwei Kinder.